# جوس الربح (جبلة)

تعديل مصدري - تعديل

جوس الربح محلة تابعة لقرية المردع، التابعة لعزلة المعشار بمديرية جبلة إحدى مديريات محافظة إب في الجمهورية اليمنية، بلغ تعداد سكانها 43 حسب تعداد اليمن لعام 2004.